# Sara Rejzen
Sara Rejzen, także Sora Rejzen, ps. „Sora Kalmans” (ur. 1885 w Kojdanowie, zm. 25 października 1974 w Nowym Jorku) – żydowska poetka i pisarka tworząca w jidysz, tłumaczka literatury pięknej.

## Życiorys
Urodziła się w 1885 roku w Kojdanowie w rodzinie pisarza Kalmana Rejzena. Jej braćmi byli poeta Awrom i filolog Zalman. Ukończyła rosyjską szkołę powszechną w Mogilnie. W 1899 roku zamieszkała w Mińsku, gdzie eksternistycznie zdała egzaminy gimnazjalne i związała się z jidyszowymi kręgami literatów, nawiązując kontakt m.in. z Rachelą Broches. Jej pierwsze próby literackie tworzone w języku rosyjskim ukazały się w 1902 roku, jednak dalej tworzyła już w jidysz: jej debiut w tym języku opublikowano na łamach czasopisma „Dos Jidisze Wort”. W tym okresie, publikując na łamach mińskiej prasy, posługiwała się pseudonimem Sora Kalmans. W 1904 roku wyszła za mąż za pisarza Dowida Kasela, z którym miała syna; związek małżeński zakończył się rozwodem.
Z początku utrzymywała się z pracy krawcowej. W 1908 roku przeniosła się do Warszawy, gdzie w 1911 roku ukazało się jej debiutanckie wydawnictwo: zbiór opowiadań Cholem un wor, w którym bawiła się różnymi konwencjami i stylami, tworząc teksty nawiązujące do baśni, jak i realistyczną prozę. Na tle ówczesnej literatury jidyszowej opowiadania wyróżniały się złożonymi opisami przyrody. W Warszawie ukazały się także jej pierwsze bajki i wiersze dla dzieci w antologii Fraje minuten (1913). Po wybuchu I wojny światowej Rejzen powróciła do Mińska, gdzie w latach 1916–1921 pracowała jako nauczycielka oraz opublikowała kilka książeczek dla dzieci.
W 1921 roku wyjechała do Wilna. W tym okresie współpracowała m.in. z polskim „Undzer Tog”, angielskim „Cajt”, ryskim „Frimorgn”, czy amerykańskimi „Forwerts” i „Cukunft”. W 1924 roku wydała pierwszy tomik poezji pt. Lider, który ukazał się nakładem lokalnego oddziału Związku Literatów i Dziennikarzy Żydowskich. Utwory w zbiorze charakteryzują się prostotą formy i treści często łączoną z sentymentalną ludowością. Ważnym tematem jest tu światowy konflikt zbrojny i jego konsekwencje, nierzadko przedstawione z perspektywy kobiet, w tym nowe dla tego konfliktu doświadczenie kontaktu z gazami bojowymi.
Zasłużyła się na polu przekładu. Choć zaczęła od przekładu na rosyjski utworu Fir awonim-tojwes („Cztery klejnoty”) Icchoka Lejba Pereca, następnie skupiła się na tłumaczeniu na jidysz. W Mińsku zaangażowała się w działalność koła teatralnego, dla którego stworzyła wiele przekładów, ale i napisała nowe utwory. Przetłumaczyła w tym okresie także utwory Oscara Wildeʼa i Daniela Defoe w formie adaptacji na potrzeby szkół. W Wilnie, dla wydawnictwa Borysa Kleckina w latach 20. przetłumaczyła prace Seumasa MacManusa, Iwana Turgieniewa, Aleksandra Puszkina, Leonida Andriejewa, Lwa Tołstoja, S.N. Orłowskiego i Rabindranatha Tagoreʼa.
W 1933 roku przeniosła się na stałe do Stanów Zjednoczonych. W 1955 roku opublikowała kolejny zbiór wierszy pt. Lider, w którym wyraziła swój pozytywny stosunek do Nowego Jorku i Ziemi Izraela. Zmarła 25 października 1974 roku w Nowym Jorku.
Jej twórczość pojawiła się w takich antologiach, jak Antologie. Finf hundert jor idisze poezje Mojszego Basina (1917), Jidisze dichterins. Antologie Ezry Kormana (1928), Di froj in der jidiszer poezje Szmuela Rożańskiego (1966), czy w Moja dzika koza. Antologia poetek jidysz (2018).

## Twórczość
Dla dorosłych
- Cholem un wor („Sen i jawa”), 1911 – zbiór opowiadań[1]
- Lider („Wiersze”), 1924[1]
- Lider („Wiersze”), 1955[13]

Dla dzieci
- Der ber un dem jiszuwnik draj techter („Niedźwiedź i trzy córki osadnika”), 1918[7]
- Der hon un dos bebel („Kogut i fasola”), 1918[7]
- Far klejne kinderswegn („Dla małej dziatwy”), 1918[7]
- Bobe Jachne un Mojszele („Baba Jaga i Mojżeszek”), 1919[7]